# Grandcour
Grandcour é uma comuna da Suíça, situada no distrito de Broye-Vully, no cantão de Vaud. Tem 10,12 km² de área e sua população em 2018 foi estimada em 929 habitantes.